# ポイナー郡区 (アイオワ州ブラックホーク郡)
ポイナー郡区は、アメリカ合衆国、アイオワ州、ブラックホーク郡にある17の郡区の一つである。2000年の国勢調査で、人口は2581人だった。

## 地理
ポイナー郡区は、91.3平方キロメートル（35.26平方マイル)で、GilbertvilleとRaymondが含まれている。アメリカ地質調査所によると、この郡区はPoyner TownshipとSaint Joseph'sとSaint Mary'sとSaint Mary's Catholicの4つの霊園が含まれている。